# Ferme mennonite de Salm
La ferme mennonite de Salm – également connue sous le nom de « ferme Kupferschmit » – est un monument historique situé à La Broque, dans le département français du Bas-Rhin.

## Localisation
Cette ancienne ferme est située à Salm (La Broque).

## Historique
L'édifice fait l'objet d'une inscription au titre des monuments historiques depuis 1984.

## Architecture
Elle est caractérisée par une structure en colombages, une toiture pentue typique de la région alsacienne, des balcons en bois et des aménagements intérieurs fonctionnels. La ferme présente également des décorations traditionnelles telles que des sculptures sur bois et des motifs peints.